# Zaaroura
Zaaroura  (in arabo زعرورة‎?) è un centro abitato e comune rurale del Marocco situato nella provincia di Larache, regione di Tangeri-Tetouan-Al Hoceima. Conta una popolazione di 10 137 abitanti (censimento 2014).